# ألاينا هوفمان
ألاينا هوفمان (بالإنجليزية: Alaina Huffman)‏ وهي ممثلة أفلام وتلفزيون كندية ولدت في يوم 17 أبريل 1980 في مدينة فانكوفر في كولومبيا البريطانية في الولايات المتحدة، مثلت في مسلسل بينكيلر جين وفي مسلسل ستارغيت يونيفرس ومثلت أيضاً في مسلسل خارق للطبيعة.

## روابط خارجية
- ألاينا هوفمان على موقع IMDb (الإنجليزية)
- ألاينا هوفمان على موقع تيرنر كلاسيك موفيز (الإنجليزية)
- ألاينا هوفمان على موقع أول موفي (الإنجليزية)
- ألاينا هوفمان على موقع قاعدة بيانات الفيلم (الإنجليزية)